# Mikio Oda
Mikio Oda (Hiroshima (prefectuur), 30 maart 1905 - Kamakura, 2 december 1998) was een Japanse atleet, die gespecialiseerd was in het verspringen en het hink-stap-springen.

## Biografie
Oda nam driemaal deel aan de Olympische Zomerspelen en won in 1928 de gouden medaille bij het hink-stap-springen. Hiermee werd hij de eerste Japanse olympische kampioen.
In 1931 verbeterde Oda het wereldrecord hink-stap-springen naar 15 meter 58.

## Titels
- Olympisch kampioen hink-stap-springen - 1928

## Persoonlijke records
| Onderdeel          | Prestatie | Datum           | Plaats |
| ------------------ | --------- | --------------- | ------ |
| hoogspringen       | 1,92m     | 1927            |        |
| verspringen        | 7,52 m    | 1931            |        |
| hink-stap-springen | 15,58 m   | 27 oktober 1931 | Tokio  |

## Palmares

### hink-stap-springen
- 1924: 6e OS - 14,35 m
- 1928:  OS - 15,21 m
- 1932: 12e OS - 13,97 m

### hoogspringen
- 1924: 10e OS - 1,80 m

### verspringen
- 1924: 10e OS - 6,83 m
- 1928: 11e OS - 7,11 m

1896: James Connolly ·
1900: Meyer Prinstein ·
1904: Meyer Prinstein ·
1908: Tim Ahearne ·
1912: Gustaf Lindblom ·
1920: Vilho Tuulos ·
1924: Nick Winter ·
1928: Mikio Oda ·
1932: Chuhei Nambu ·
1936: Naoto Tajima ·
1948: Arne Åhman ·
1952: Adhemar da Silva ·
1956: Adhemar da Silva ·
1960: Józef Szmidt ·
1964: Józef Szmidt ·
1968: Viktor Sanjejev ·
1972: Viktor Sanjejev ·
1976: Viktor Sanjejev ·
1980: Jaak Uudmäe ·
1984: Al Joyner ·
1988: Christo Markov ·
1992: Mike Conley ·
1996: Kenny Harrison ·
2000: Jonathan Edwards ·
2004: Christian Olsson ·
2008: Nelson Évora ·
2012: Christian Taylor ·
2016: Christian Taylor ·
2020: Pedro Pablo Pichardo ·
2024: Jordan Díaz
- CiNii: DA00576683
- World Athletics: 14558750
- International Standard Name Identifier: 0000 0000 8421 7231
- Library of Congress Control Number: n85371328
- Bibliotheek van het Japanse parlement: 00057364
- Virtual International Authority File: 6395961
- WorldCat: E39PBJt8jwwwGjqfjjDPjcGWDq